# Emily the Criminal
Emily the Criminal är en amerikansk äventyrs- och dramafilm som hade biopremiär i USA den 12 augusti 2022. Filmen är regisserad av John Patton Ford, som även skrivit filmens manus.

## Handling
Filmen handlar om Emily som blir inblandad i ett kreditkortsbedrägeri som drar in henne i Los Angeles kriminella undre värld.

## Rollista (i urval)
- Aubrey Plaza - Emily Benetto
- Theo Rossi - Youcef Haddad
- Megalyn Echikunwoke - Liz
- Gina Gershon - Alice
- Jonathan Avigdori - Khalil Haddad
- Bernardo Badillo - Javier Santos
- John Billingsley
- Brandon Sklenar - Brent